# Acrobasis baharaca
Acrobasis baharaca is een vlinder van de familie van de snuitmotten (Pyralidae). De wetenschappelijke naam van deze soort is voor het eerst voorgesteld als Trachycera baharaca door Rolf-Ulrich Roesler in een publicatie uit 1987.
De soort komt voor in Afghanistan.